# Efkon
Die Efkon GmbH mit Sitz in Raaba bei Graz (Österreich) ist eines der führenden Unternehmen für elektronische Bemautung und Intelligente Transport Systeme (ITS) und hat sich mit Niederlassungen und Beteiligungen in Europa, Afrika und Asien erfolgreich etabliert. Seit 2008 ist Efkon eine Tochtergesellschaft des Baukonzerns Strabag, einem der größten Bauunternehmen Europas.

## Tätigkeitsfeld
Das Unternehmen verkauft intelligente Transportsysteme (Intelligent Transportation Systems – ITS), Mautsysteme (von der manuellen Maut in Mautstationen bis hin zu allen Formen der elektronischen Mauterhebung wie z.B.: Videomaut, Mautportale, Satellitenmaut), Mautüberwachungssysteme (Enforcement) und Verkehrs-Telematik-Systeme (Traffic Telematic Solutions) sowie Dienstleistungen in diesen Bereichen.

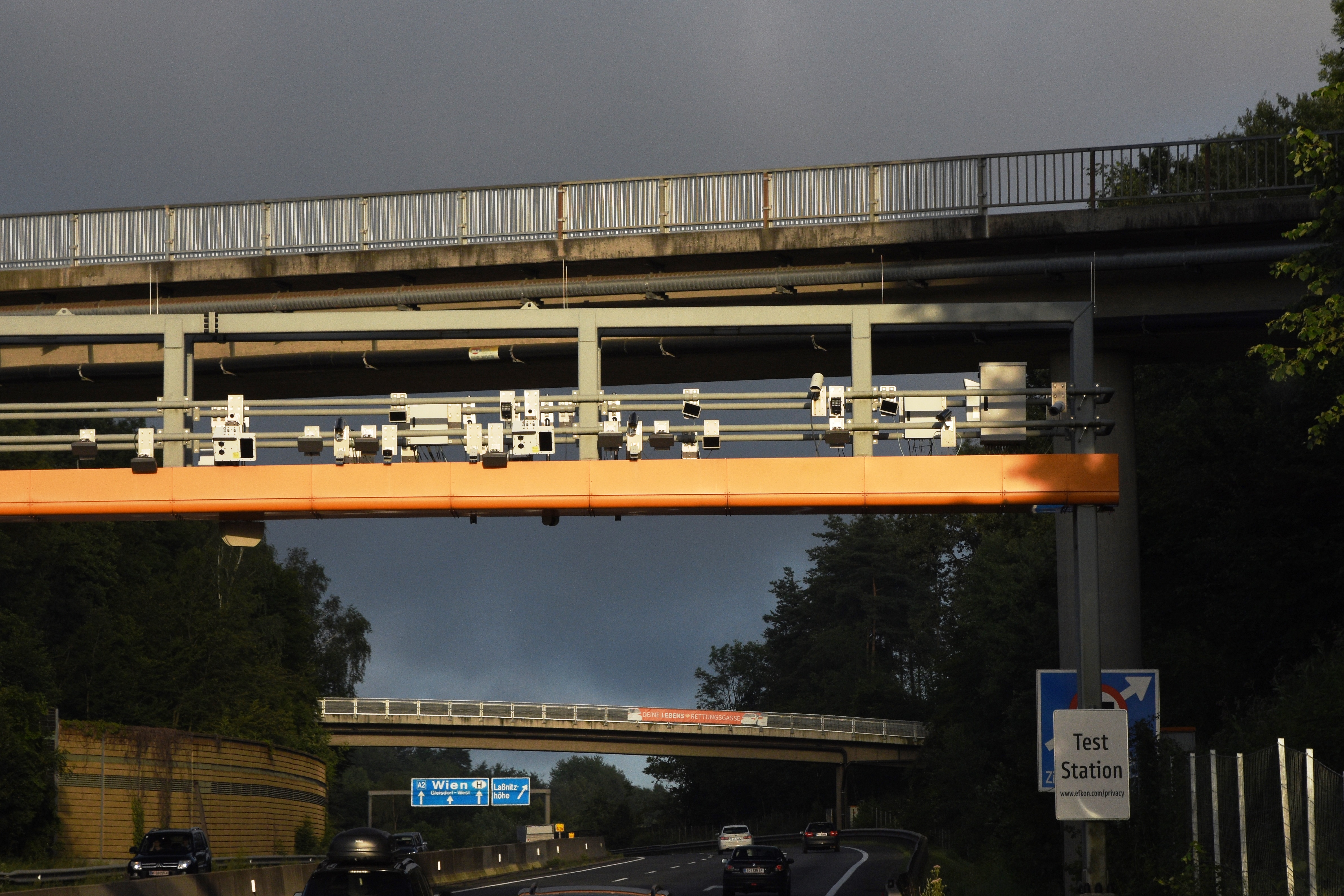
Süd Autobahn A2 in Styria – Testanlage

## Geschichte
Efkon wurde 1994 von Helmut Rieder und Raimund Pammer gegründet.
Ab 1999 erfolgte eine starke Internationalisierung infolge großer zum Teil national flächendeckender Projekte in Asien und Europa sowie der Gründung von Tochtergesellschaften und Joint Ventures.
Seit 2008 ist die Efkon ein Konzernunternehmen des österreichischen Baukonzerns Strabag.

## Internationale Projekte
- Belgien: Lieferung und technischer Betrieb des national flächendeckenden Mautüberwachungssystems (Enforcement).[3]
- Deutschland: Efkon lieferte für die deutsche LKW-Maut die Kommunikations- und Überwachungseinrichtungen und stattete die mobilen Kontrollfahrzeuge mit Efkon-Systemen aus. Die eingesetzten Satellitenmautgeräte wurden von Efkon Germany (Berlin) entwickelt.[4]
- Österreich: Entwicklung und Lieferung des Vignettenkontrollsystems sowie wesentlicher weiterer Komponenten zur Mauterhebung.[5]
- Taiwan: Installation eines national flächendeckenden Systems für über 1.000 Spuren und 3 Millionen Fahrzeuggeräte im frei fließendem Verkehr. Die On-Board-Unit (OBU) verwendete bereits 1999 eine kontaktlose Multi-Applikations-Chipkarte.
- Malaysia: Öffentlicher Verkehr, Maut, Nonstop Maut, Parken sowie Kreditkartenfunktionalität sind auf einer kontaktlosen Chipkarte vereint. Ebenso wurden ca. 3 Mio. OBU von Efkon geliefert.
- Indien: Efkon liefert Mautsysteme sowie Verkehrstechnik für Autobahnen und ist einer der Top 3 Player in diesem stark wachsenden Markt.
- Südafrika: Efkon errichtete zahlreiche Mautsysteme und das Verkehrsmanagementsystem für das gesamte hochrangige Straßennetz.[6]
- Irland: Errichtung und Betrieb von mehreren Mautstationen, inkl. elektronischer Bemautung.[7]